# Pristimantis lemur
Pristimantis lemur es una especie de anfibio anuro de la familia Craugastoridae.

## Distribución
Esta especie es endémica de la ladera oriental de la Cordillera Central en Colombia. Habita entre los 1800 y 2650 m sobre el nivel del mar:
- en los municipios de Pensilvania y Samaná en el departamento de Caldas;
- en el municipio de Guatapé en el departamento de Antioquia.[4]

## Descripción
Los machos miden de 19.3 a 22.7 mm y las hembras de 24.7 a 27.8 mm.
Esta especie es cremosa, amarilla o marrón pálida con manchas grises, negras o verdes e iris de amarillo a naranja.

## Publicación original
- Lynch & Rueda-Almonacid, 1998 : New frogs of the genus Eleutherodactylus from the eastern flank of the northern Cordillera Central of Colombia. Revista de la Academia Colombiana de Ciencias Exactas Físicas y Naturales, vol. 22, n.º 85, p. 561-570[5]